# دیو شپل
دیو شَپِل (به انگلیسی: Dave Chappelle) (زاده ۲۴ اوت ۱۹۷۳) استندآپ کمدین، نویسنده و بازیگر آمریکایی است.
از فیلم‌های او می‌توان به برق‌آسا، پیچ‌خورده، بلوز مخفی و پروفسور دیوانه اشاره کرد.

## زندگی شخصی
شپل در سال ۲۰۰۱ با ایلین مندوزا ارفه ازدواج کرد. این دو با دو پسرشان سلیمان، و ابراهیم، و دخترشان سنا در یک مزرعه ۶۵-جریب-فرنگی (۲۶-هکتار) در نزدیکی یلو اسپرینگز، اهایو زندگی می‌کنند. او همچنین خانه‌هایی در زنیا، اوهایو دارد.
شپل در سال ۱۹۹۱ به اسلام گروید. در مه ۲۰۰۵ به تایم گفت "معمولاً علناً دربارهٔ دینم صحبت نمی‌کنم چرا که نمی‌خواهم مردم من و کاستی‌هایم را به این چیز زیبا نسبت دهند. و معتقدم اگر آن را به طریقه درست یاد بگیری زیباست. " شپل در ویدیویی که پیش زمینه مذهبی چاه زمزم در مکه را توضیح می‌دهد ظاهر شده‌است.
شپل از اندرو ینگ در انتخابات ریاست جمهوری ۲۰۲۰ حمایت کرد.

## جوایز و افتخارات
شپل جوایز و نامزدی بسیاری را برای کارهایش در استندآپ و تلویزیون دریافت کرده‌است، از جمله سه جایزه گرمی متوالی برای بهترین آلبوم کمدی. او همچنین پنج جایزه امی ساعات پربیننده و یک نامزدی جایزه انجمن بازیگران فیلم را همراه با گروه فیلم ستاره‌ای متولد شده‌است دریافت کرده‌است.
در سال ۲۰۱۷، استیون بنجامین شهردار کلمبیا، کارولینای جنوبی، ۳ فوریه را «روز دیو شپل» اعلام کرد، روزی که شپل در سالن شپل در دانشگاه آلن سخنرانی کرد؛ ساختمانی که به نام پدر پدربزرگش، اسقف ویلیام دیوید شپل، که در دانشگاه کار می‌کرد، نامگذاری شد.
در سال ۲۰۱۹، چاپل جایزه معتبر مارک تواین برای طنز آمریکایی را در مرکز هنرهای نمایشی جان اف کندی دریافت کرد. جان استوارت، بردلی کوپر، عزیز انصاری، سارا سیلورمن، کریس تاکر، فردریک یونت و لورن مایکلز از کسانی بودند که در این رویداد از شپل تجلیل کردند. مراسم جایزه به یک ویژه برنامهٔ تلویزیونی تبدیل شده و در نتفلیکس منتشر شد و نامزدی جایزه امی ساعات پربیننده برای ویژه‌برنامه چندگانهٔ برجسته (از پیش ضبط شده) را دریافت کرد.
آثار او و همچنین مارگارت چو، موضوع کتابی از الیزابت لودویگ، نمایشنامه‌نویس کانادایی بود که با نام «استندآپ و طرح کمدی آمریکایی» در پایان سال ۲۰۱۰ منتشر شد.